# Bai lu yuan
Bai lu yuan (Deutscher Festivaltitel: englisch White Deer Plain) ist ein chinesischer Historienfilm aus dem Jahr 2012, bei dem Wang Quan’an Regie führte. Es handelt sich um die Adaption des gleichnamigen Romans von Chen Zhongshi. Der Film erzählt die Geschichte zweier Familien aus einem Dorf in der ersten Hälfte des 20. Jahrhunderts, die infolge der gesellschaftlichen Umwälzungen miteinander in Konflikt geraten. Bai lu yuan lief im Wettbewerb der 62. Berlinale und hatte in diesem Rahmen am 15. Februar 2012 seine Weltpremiere.

## Handlung
Der Film eröffnet mit dem Blick auf ein Weizenfeld. In einer kleinen Stadt wird 1912 der Sturz der Qing-Dynastie und die Erklärung zur Republik China bekannt. Im Zuge dieser Veränderungen folgt der Film drei Männern und ihren Söhnen bei der Bewältigung der Situation. Der Clanführer Bai Jiaxuan ist tief im alten System verwurzelt und hat Schwierigkeiten sich an die veränderte Situation anzupassen. Er dominiert seinen Sohn Xiaowen, der deshalb Minderwertigkeitsgefühle entwickelt und unter Impotenz leidet. Im Gegensatz zu Bai Jiaxuan biedert sich Lu Zilin, der schon lange Bürgermeister der Stadt ist, seinem Opportunismus folgend den neuen Machthabern an. Sein Sohn Lu Zhaopen wird später zu einem Führer der Bauernbewegung. Lu San ist hingegen ein fanatischer Anhänger des Kaisertums, während sein Sohn Heiwa keine klare Position bezieht. Heiwa lernt die schöne Tian Xiao'e, die jüngste Frau des Großgrundbesitzers, bei dem er zur Getreideernte arbeitet, kennen und die beiden verlieben sich. Sie fliehen in Heiwas Heimatdorf, geraten dort aber in Schwierigkeiten, weil sie Ehebruch begangen haben. Bai Jiaxuan weigert sich, die beiden zu verheiraten. Lu San verstößt seinen Sohn sogar. Heiwa und Xiao'e müssen deshalb in einer heruntergekommenen Hütte auf einem abgeschiedenen Berg leben. Heiwa fühlt sich so ungerecht behandelt, dass er sich den aufständischen Bauern um Lu Zhaopen anschließt und unter ihnen aufsteigt. Dabei wird er jedoch zunehmend brutaler. In den Wirren der frühen Republik wird Heiwa dann verhaftet und verschwindet im Gefängnis. Der Bürgermeister Lu Zilin instrumentalisiert Xiao’e in seinem Machtkampf mit Bai Jiaxuan, indem er sie veranlasst, sich dessen Sohn Xiaowen anzunähern. Dieser wird daraufhin von seinem Vater verstoßen und geht mit Xiao’e in die Stadt. Im Dorf bleiben die alten, sturen Männer mit ihren Intrigen zurück. Zum Filmende kommt es zur Invasion der Japaner. Der Film endet dann wie er begonnen hat: mit dem Blick auf ein Weizenfeld.

## Hintergrund
Bai lu yuan wurde von der Bai Lu Yuan Film Company produziert. Als Coproduzenten wirkten Lightshades Film Productions, Xi’an Movie and Television Production Co. und Western Film Group Corporation mit. Der Film adaptierte den gleichnamigen Historischen Roman von Chen Zhongshi, der wegen seiner expliziten Sexszenen lange Zeit indiziert war. Seine Weltpremiere hatte Bai lu yuan am 15. Februar 2012 im Wettbewerb der 62. Berlinale. Nach dem Gewinner des Goldenen Bären der Berlinale 2007, Tuyas Hochzeit, und Tuan Yuan bei der Berlinale 2010 war Bai lu yuan der dritte Wettbewerbsbeitrag von Wang Quan’an.

## Kritik
Die Kritiken für Bai lu yuan fielen gemischt aus. Andreas Kilb rezensierte den Film für die Frankfurter Allgemeine Zeitung äußerst negativ. So fragte er polemisch: „War Wang Quan’ans Film „Bai Lu Yuan“ (White Deer Plain) wirklich nach drei Stunden zu Ende, oder wurde die Leinwand nur vor Erschöpfung schwarz?“ Zwar habe der Film gut begonnen, aber „dann verheddert sich Wangs Regie in den vielen Ereignissen und Lebensläufen, die sie gleichzeitig im Blick behalten will, und am Ende müssen die Japaner kommen, um durch ihr Zerstörungswerk jene Klarheit wiederherzustellen, die dem Film verloren gegangen ist.“ Kerstin Decker beurteilte den Film für den Tagesspiegel komplett gegensätzlich. Sie kam zu dem Schluss, dass keine Minute des Films zu viel sei. Sie führte weiterhin euphorisch aus: „Wann hätten wir zuletzt eine ähnlich zwingende, hellsichtige Verschmelzung von Liebes- und Historienfilm gesehen, von Sex- und Geschichtskino? Die Gewalt der Geschichte spiegelt die des Geschlechts und umgekehrt.“ Für die Berliner Zeitung beurteilte Daniel Kothenschulte den Film eher kritisch. Zwar lobte er die Hauptdarstellerin Zhang Yuqi, jedoch fühlte er sich im ersten Filmdrittel stark an In der Glut des Südens von Terrence Malick erinnert. Kothenschulte resümierte: „... er [der Film] setzt Zhang Yimous blutgetränkten Agrarlandschaften des wegweisenden Berlinale-Gewinners von 1988, „Rotes Kornfeld“, nicht wirklich eine eigene Bildsprache entgegen.“

## Auszeichnungen
Kameramann Lutz Reitemeier gewann einen Silbernen Bären für eine herausragende künstlerische Leistung.